# Institut franco-japonais de Tokyo
 (mars 2022).
Si vous disposez d'ouvrages ou d'articles de référence ou si vous connaissez des sites web de qualité traitant du thème abordé ici, merci de compléter l'article en donnant les références utiles à sa vérifiabilité et en les liant à la section « Notes et références ».
L’Institut franco-japonais de Tokyo (日仏学院, Nichi-Futsu gakuin) est un établissement public français placé sous tutelle du ministère des Affaires étrangères.
Il a été créé en 1952 dans le quartier d'Ichigaya de l'arrondissement de Shinjuku à Tokyo. Le bâtiment a été dessiné par l’architecte japonais Junzō Sakakura, l’un des grands promoteurs de Le Corbusier au Japon.

## Missions
L’Institut franco-japonais de Tokyo exerce ses missions dans deux domaines d’activité principaux :
- L’enseignement de la langue française : autour de cette activité fondatrice, l’institut est devenu un établissement de référence au Japon. Avec quinze mille inscriptions annuelles, une équipe de quatre-vingts enseignants, l’institut à Tokyo et Yokohama constitue la première école de langue française de Tokyo[réf. nécessaire].
- La diffusion culturelle : projections, concerts, conférences, rencontres littéraires, rencontres gastronomiques. L’institut est un opérateur culturel d’envergure entre la France et le Japon. La diffusion de la culture française au Japon est effectuée sous la forme de nombreux partenariats avec des structures officielles françaises (Unifrance, CulturesFrance, ambassade de France au Japon) et de nombreux opérateurs de la scène culturelle japonaise.

## Un lieu de culture
Depuis plus d’un demi-siècle, l’institut accueille les personnalités du monde artistique de haut niveau. La présentation de leurs travaux au public japonais donne souvent lieu à des rencontres avec des intellectuels ou créateurs japonais.
Parmi les personnalités accueillies et présentées par l’institut : Sandrine Bonnaire, Yoshishige Yoshida, Mariko Okada, Emmanuelle Riva (cinéma), Léos Carax, Nobuyoshi Araki (photographie), Valérie Mréjen, Emmanuel Guillaud (arts plastiques), Philippe Forest, Luc Lang, Nancy Huston, Muriel Barbery, Marc Lévy, Jean-Philippe Toussaint, Marie NDiaye, Dominique Noguez, Michel Butor (littérature), Camille, Hocus Pocus, Denis Dufour (musiques nouvelles), Jirō Taniguchi (bande dessinée, mangas), etc.
L'institut organise aussi le Festival Digital Choc.
Par le biais d’un programme de visioconférences organisées entre Paris et Tokyo, l’institut a par ailleurs permis depuis plusieurs années à de nombreuses personnalités du monde politique, scientifique ou littéraire d’échanger avec le Japon, de Robert Badinter à Pierre-Gilles de Gennes, d'André Comte-Sponville à Yasmina Khadra.